# Hibbertia vieillardii
Hibbertia vieillardii är en tvåhjärtbladig växtart som beskrevs av Ernest Friedrich Gilg. Hibbertia vieillardii ingår i släktet Hibbertia och familjen Dilleniaceae. Inga underarter finns listade i Catalogue of Life.